# Problacmaea moskalevi
Problacmaea moskalevi är en snäckart som beskrevs av Aleksandr Nikolaevich Golikov och Oleg Grigor'evich Kussakin 1972. Problacmaea moskalevi ingår i släktet Problacmaea och familjen Acmaeidae. Inga underarter finns listade i Catalogue of Life.